# Pietro Fiocchi
Pietro Fiocchi, född 22 maj 1964 i Milano, är en italiensk politiker (Italiens bröder). Han är ledamot av Europaparlamentet sedan 2019 och han hör där till Gruppen Europeiska konservativa och reformister.
I Europaparlamentet är Fiocchi ledamot i utskottet för miljö, folkhälsa och livsmedelssäkerhet, underutskottet för folkhälsa och delegationen för förbindelserna med Förenta staterna. Dessutom är han suppleant för utskottet för industrifrågor, forskning och energi, delegationen till den gemensamma parlamentariska församlingen Osaks–EU samt delegationen till den parlamentariska församlingen Afrika–EU.